# De dubbelganger (stripverhaal)
 De dubbelganger  is een verhaal uit de Belgische stripreeks Piet Pienter en Bert Bibber van Pom.
Het verhaal verscheen voor het eerst in Gazet Van Antwerpen van 1 mei 1973 tot 20 september 1973 en als nummer 29 in de reeks bij De Vlijt.

## Personages
- Susan
- Piet Pienter
- Bert Bibber
- Vlotte Willem
- Kommissaris Knobbel
- Gladde Manus
- Zwarte Lora
- Theo Flitser

## Albumversies
De dubbelganger verscheen in 1973 als album 29 bij uitgeverij De Vlijt. In 1997 gaf uitgeverij De Standaard het album opnieuw uit.